# Johanneskerk (Genk)
De Protestantse Johanneskerk is een van de diverse protestantse kerken op het grondgebied van de gemeente Genk, gevestigd te Oud-Waterschei aan Laatgoedstraat 60.

## Geschiedenis
De geschiedenis van deze Evangelisch-Lutherse kerk, die is aangesloten bij de Verenigde Protestantse Kerk in België, gaat terug tot vlak na de Tweede Wereldoorlog. Een aantal Duitse krijgsgevangenen was tewerkgesteld in de Limburgse steenkoolmijnen. Sommigen van hen vestigden zich uiteindelijk in Belgisch-Limburg en stichtten daar een gezin.
De kerkelijke verzorging van hen vond aanvankelijk plaats vanuit de Duitstalige gemeenten van Antwerpen, Brussel en Luik. Er was echter behoefte aan een eigen gemeente. Aanvankelijk werden kerkdiensten gehouden in een barak. Op 15 oktober 1967 werd een eigen kerkgebouw ingewijd. Onder deze kerk bevindt zich het sociaal-culturele Karl Barthcentrum. De gemeente is ook betrokken bij het Abrahamhuis te Genk, van waaruit ook oekumenische activiteiten met andere kerkgenootschappen, en gesprekken met andersdenkenden, worden georganiseerd. Het Protestants Historisch Centrum werd opgericht om de geschiedenis van het protestantisme in Belgisch-Limburg in kaart te brengen.
Op 22 maart 1984 werd de protestantse gemeente van de Johanneskerk door de Belgische staat erkend. Het is een van de twee VPKB-kerken in Belgisch-Limburg. De andere bevindt zich te Hasselt.

## Gebouw
De Johanneskerk is een modernistisch, bakstenen gebouw met enkele opvallende wanden in glas-in-beton.